# 機動戰士海盜GUNDAM 鋼鐵之七人
《機動戰士海盜高達 鋼鐵之七人》（日語：機動戦士クロスボーン・ガンダム 鋼鉄の7人）是日本長谷川裕一的鋼彈系列漫畫作品之一，於《GUNDAM ACE》 2006年7月號至2007年9月號期間連載，全15話，單行本3冊。為《機動戰士海盜鋼彈》的續作。講述前作3年後（UC0136），托比亞和木星帝國的最後決戰。故事構想來自黒澤明的電影《七武士》。

## 故事簡介
UC0136年，前作大戰的三年後，托比亞和貝娜提等人依然駕駛著海盜鋼彈在地球圈活躍著。某日，從木星殘黨追殺下救出的妙齡女性歐羅芭，她正是貝娜提的繼母。歐羅芭指責貝娜提棄木星圈於不顧，並道出木星圈已被激進的雙胞胎兄弟，光之卡利斯托和影之卡利斯托掌握，兩週後將發動「神雷計劃」：從木星圈用殖民衞星雷射炮「神罰」對地球進行超長距離狙擊，配合地球自轉，一天就能毀掉地表上所有主要都市。
唯一趕的上阻止計畫的只有搭載光束帆，前往木星僅需一週，但已沉沒的先鋒母艦。托比亞等人拜訪了研究同樣技術的S.N.R.I月面工廠，尋求S.N.R.I和鈴木稔指導的F99測試小隊的協助。鈴木稔肯定了F99確實能趕上時限，但僅憑現存的三臺F99戰力不夠。最少需要7臺MS—七位好手組成敢死隊才可能達成任務。正熱議時，影之卡利斯托率領的木星特工來擊，F99產線與資料全毀，緊急應戰的F99小隊也全滅，僅剩德雷克一人倖存，
在可行方法全失的絕望之中，S.N.R.I提出一張疑似AE社的光之翼MS「伊卡洛斯」突入大氣層時的照片，為了抓住最後的希望，眾人往地球出發。
要湊齊作戰所需的七位夥伴，托比亞拜訪了前木星軍死亡旋風隊隊員們，巴恩斯答應幫忙。吉理因和卡利斯托兄弟的私怨而願意參加，喜歡暴力刺激的蘿絲瑪莉也爽快加入。最後在北美找到伊卡洛斯，其真身就是先鋒母艦的光束帆。途中影之卡利斯托多次阻撓，最終在眾人圍攻下力盡而亡。
決戰出發前夕，貝娜提和托比亞道別，決心在戰後回到不容許戰犯托比亞存在的木星圈，負起總統之女—提提妮絲的責任。一晚苦惱後，托比亞向貝娜提立下約定：疑惑的話就相信眼睛，托比亞沒辦法，但「我」一定會過去。
托比亞、歐羅芭、鈴木稔、德雷克、巴恩斯、吉理、蘿絲瑪莉，七人乘著光之帆踏上征途。在目的地等著他們的是嚴陣以待的木星軍、駕駛專用機御駕親征的光之卡利斯托和影之卡利斯托生化腦，戰況極為慘烈，光之帆的奇襲和核彈攻擊均被擋下，蘿絲瑪莉重創，巴恩斯捨身掩護吉理而戰死，吉理的最後一搏將機體撞向神罰，犧牲生命換來僅僅不滿0.1度的角度偏差，讓地球逃過被第一射擊中的命運。
殘存的托比亞等人和卡利斯托兄弟死鬥。德雷克和鈴木稔合力擊殺影之卡利斯托，但鈴木稔重創，德雷克陣亡。托比亞完全捨棄防禦，將海盜鋼彈性能催至極限終於擊敗光之卡利斯托，和歐羅芭衝入神罰內部破壞鏡面達成任務。已經動彈不得的托比亞被瀕死的歐羅芭甩出神罰，消失在神罰爆炸的閃光之中。
翌年，提提妮絲重返木星圈，將父親遺產重整成財團，支撐著木星圈脆弱的經濟。一位臉型髮色膚色都和托比亞不同，卻為實現約定而來的失明青年卡提斯來到她的身邊......。

## 登場人物
- 使用的香港譯名參考自《機動戰士海盜高達》文化傳信版。配音員為《SD GUNDAM G世代》出演的聲優。

### 主要角色
杜比安·亞諾拿斯（聲：山口勝平）
主角，18歲，海盜高達X1改．改的駕駛員。喜歡貓。
上次大戰後和前「十字先鋒」海盜的夥伴一起經營「黑貓運輸公司」，私底下駕駛「海盜鋼彈X1改．改」解決了許多合法手段無法解決的問題而以「骷髏之心（スカルハート）」的名號廣為人知。偶然救起了被木星士兵追殺的歐羅芭而得知了「神雷計劃」，為了阻止木星帝國的野心開始奔走。
出發前往SNRI第二月面開發實驗所，希望借用擁有「光之翼」的F99，在被影子卡利斯托攻擊時，駕駛海盜高達X1改．改迎戰但被擊敗，高達嚴重受損。
在回收「伊卡洛斯」作戰中，駕駛海盜高達X1（拼裝機）出擊，與基利及鈴木合力打倒影子卡利斯托。
在最終作戰中，將海盜高達X1全武裝發揮出性能極限以上的力量，打敗光之卡利斯托，但X1也嚴重受創無法動彈。在殖民衞星雷射炮爆炸前一刻，被歐羅芭甩出爆炸範圍，自此下落不明。
數年後，雖然雙眼受創且易容改名，但仍然回到了狄妮絲身邊。
碧拉狄·布利葉／狄妮絲·度加茲（聲：夏樹莉緒）
前任木星總統古洛斯·度加茲的女兒。
自上次大戰後，三年來一直與杜比安一起，但兩人未有進一步發展，因為歐羅芭與杜比安的急速接近而感到不安。
受到與歐羅芭重逢和神雷計劃的衝擊，重新正視自己的出身，有了回到木星圈負起應盡的責任的想法。但這也意味著要和身為木星戰犯的托比亞永遠分離而陷入了苦惱。
在最終作戰前和托比亞道別，在事件過後回到木星圈成為財團代表，引導著木星圈的經濟發展。在最後一幕與改頭換面的失明托比亞（卡堤斯）重逢。
歐羅芭·德卡契（聲：伊藤靜）
已故木星總統古洛斯·度加茲的續玄妻子，狄妮絲的繼母，卡利斯托兄弟的親姊姊。因為杜比安和過去的情人個性相像而對杜比安有相當的好感。
在木星圈是反卡利斯托派的領袖，但對卡利斯托兄弟能讀取自身內心一事毫不知情。為了警告地球圈神雷計畫而逃離木星圈，其實只是卡利斯托為了找出所有能妨礙神雷計劃的可能性而故意放出的餌。其一舉一動都在兄弟倆的掌握中。
因臨危的對應和判斷力被鈴木稔選上參與最終決戰，擔任核心的指揮及補給角色，反過來利用遮斷腦波裝置的開關來擾亂卡利斯托兄弟。趁隙使用「伊卡洛斯」撞向向殖民地雷射炮，但被卡利斯托兄弟專用MA所阻。在殖民衞星雷射炮內的死鬥中受了致命傷，在雷射炮爆炸的前一刻將杜比安的機體甩出殖民衞星，自身則被爆風吞噬。
鈴木稔（聲：長島茂）
SNRI的駕駛員教官，在得知木星帝國的「神雷計劃」後，提出以七台MS組成突擊小隊進行超長程閃電攻擊的作戰。
過去是聯邦的王牌駕駛員，「聯邦的藍色閃光（連邦の青い閃光）」稱號的原持有者，轉任教官後培育出包括現任「藍色閃光」哈里遜上尉等許多優秀的聯邦駕駛員。之後因某些原故離開了聯邦軍。在駕駛員時代因長年和平而沒有實戰經驗。
最終決戰後殘存的二人之一，痛哭悲嘆著為什麼許多年輕的生命逝去，最老的自己卻又活了下來。事件過後和蘿絲瑪莉結婚，應地球聯邦邀請成為木星圈的監視者，因神雷一戰的威名而受木星圈人的敬畏。
在續作《GHOST》中，由蘿絲瑪莉交代於婚後第五年逝世。
米契爾·德雷克·納（聲：小山力也）
SNRI的測試駕駛員，原屬RECORD BREAKER小隊，進行F99的測試工作，但小隊被影子卡利斯托殲滅，成為小隊三人殘存的唯一一人。
被小隊同伴評為最有駕駛潛力，但性格軟弱而難以發揮，小隊全滅的慘劇後也害怕到無法再次駕駛MS。眾人前往尋找伊卡洛斯時，被指派監視歐羅芭而同行。途中和戰歷豐富的眾人請教，經過一番內心交戰，在木星特工意圖以自殺式攻擊摧毀「伊卡洛斯」時終於克服恐懼，駕駛MS阻止了敵人的行動。
自願參予最終決戰，與影子卡利斯托的戰鬥中，將F91的機體性能發揮至極限，繞到其背後的I力場死角作出致命一擊，但被瀕死的影子卡利斯托反擊而戰死。
認為米契爾這名子和自己不搭，和人往來時都是報中間名德雷克。
基利·加度嘉·亞史皮斯（聲：岩永哲哉）（在無印篇的配音為真柴摩利）
原「死亡旋風」的隊長，在與杜比安再次相遇前擔任廚師。被卡利斯托戲稱為No.2。為了打敗卡利斯托而答應協助杜比安。
在回收「伊卡洛斯」作戰中，駕駛量産型夸巴塞與影子卡利斯托作戰，與杜比安及鈴木合作將影子卡利斯托擊殺。
在最終決戰中遭卡利斯托兄弟夾擊而敗北，但以嚴重受損的機體向殖民衞星雷射炮發動自殺特攻，爆炸令雷射炮輕微移動，使其超遠程射擊角度出現誤差而沒擊中地球，阻止了神雷計劃的第一次射擊。
蘿絲瑪莉·拉斯貝利（聲：まるた まり）
原「死亡旋風」的隊員。在三年前的大戰結束後，曾擔當AE社的試驗駕駛員，目前則駕駛MS進行脫衣舞的巡迴表演。
在聽說了「神雷計劃」後立即答應加入，並告之眾人尋找的「伊卡洛斯」正是自己當年測試的「競速王」。
最終戰前說出「誰活到最後就跟誰結婚」一誓，成最終殘存的二人之一，戰後如誓和鈴木稔結婚，寫了一本名為「神雷計劃的真相」的書並且廣受好評，但書的內容相當偏離事實。
班斯·格殊巴（聲：飯塚昭三）
原「死亡旋風」的隊員，三年前的大戰結束後隱居在地球經營牧場。
聽了托比亞的請求後爽快的答應協助，並帶領托比亞訪問其他兩位死亡旋風成員。
在最終決戰戴上了自從兒子死後就沒再戴過的頭盔，只求能稍微活久一點來保護同伴。最終捨身掩護吉理的特攻而被卡利斯托所殺。

### 木星帝國
光之卡利斯托（聲：笹沼堯羅）
現任木星總統，歐羅芭的弟弟，影子卡利斯托的孿生哥哥。與弟弟具有心靈相通的能力，亦能單方面的讀取歐羅芭的內心。
姐弟三人和基利一樣都是卡拉斯的「學校」出身，利用姊姊成為德卡契總統續弦的機會進入權力中樞，在德卡契戰死地球，繼承人提提妮絲不在時掌握木星圈成為新總統。
仇視著只出張嘴卻擺出支配者態度干涉木星的地球人，神雷計劃的目的就只是想讓地球人消失——讓地球混亂30年無暇再干涉木星。
在最終決戰駕駛專用機鎮守殖民衞星雷射炮「神罰」，被杜比安打敗而陣亡。
影子卡利斯托（聲：笹沼堯羅）
歐羅芭的弟弟，現任木星總統光之卡利斯托的孿生弟弟。與哥哥具有心靈相通的能力，亦能單方面的讀取歐羅芭的內心。
為了消滅所有妨礙「神雷計劃」的可能性，自願作為棄子前往地球圈。利用讀取歐羅芭心靈的方式，找出並消滅了在月球上的三台F99。並尾隨歐羅芭等人降落地球攻擊「伊卡洛斯」，最後被杜比安、基利及鈴木三人合力打倒。
在死亡的同時，其意識被光之卡利斯托透過心靈能力轉移回在木星的生化腦，但被部下形容這可能只是光之卡利斯托的幻想。該生化腦在最終決戰中，被德雷克和鈴木稔合力擊毀。
卡堤斯
歐羅芭的情人，木星軍的士兵。在和十字先鋒的抗爭中MIA，故事開始前就已成為故人，只有名字被卡利斯托兄弟及歐羅芭提起。其身分資料在歐羅芭的意思下，在最終決戰後被托比亞用來改名換姓留在木星圈生活。

### 其他人物
哈里遜·馬汀（聲：平川大輔）
聯邦的軍人，官階上尉，繼承了鈴木教官的「藍色閃光」稱號。
得知「神雷計劃」後，向杜比安等人作出支援，並在聯邦中奔走，希望聯邦能有所對應甚至疏散居民。
事件過後，雖然因哈里遜的努力讓聯邦高層了解整個事件的始末並有了善後處理，但掌握過多情報且有許多越權行為的哈里遜反而遭聯邦解雇，成為了黑貓運輸公司的新進員工。
歐提斯
SNRI第二月面開發實驗所的負責人，與《機動戰士V 高達》「神聖軍事同盟」中一名老伯角色有着相同名字。
美娜
SNRI第二月面開發實驗所的技術人員，與《機動戰士V 高達》中主角胡索的母親同名。
勇
SNRI的測試駕駛員，RECORD BREAKER小隊隊長，被影子卡利斯托所殺。
尤里西斯
SNRI的測試駕駛員，RECORD BREAKER小隊成員，被影子卡利斯托所殺。

## 登場機體

### 主要機體
海盜高達X1骷髏之心（X1改．改）
前作結尾金凱杜託付給杜比安的機體（X1改）。左側裙甲被改回原本的剪型錨。胸口的骷髏尖兵紋章換成骷髏浮雕而成為「X1改．改」。托比亞用此機體在三年間介入需多合法手段不能解決的殖民地問題，被民間以胸口的浮雕取名為「骷髏之心」。
在SNRI第二月面開發實驗所與影子卡利斯托戰鬥，但被擊敗嚴重受損。
海盜高達X1（拼裝機）
在戰鬥中受損的骷髏之心配上X3的零件緊急維修而成的機體。兩腕使用X3的套件而無法使用光束盾，但能像X3一樣展開I力場。胸口也和X3相同，加裝有兩門機砲。之後追加在左腕的掛鉤盾牌是從地球聯邦軍借來的MS泛用工具。
設計上，是機械設定角木肇想讓前作已毀掉的X3在續作出場的願望下，作者長谷川想出來的折衷方案。
海盜高達X1全覆式披風
在與卡利斯托最終決戰中杜比安使用的機體。用上了包含量產機弗林特在內所有僅存的海盜高達備用零件改裝而成，名副其實的最後的海盜鋼彈。兩腕換上弗林特的零件而能使用光束盾，原本的兩腕I力場產生器再加上備用的兩組一起被移到肩上，共擁有四組I力場產生器，披風為ABC斗篷層層堆疊成的可活動裝甲版。
高達F90截击型（木星決戰規格）
鈴木稔在最終決戰使用的機體。將SNRI MS技術的原點F90裝備Ｉ(截击)裝備並作近代化改修。Ｉ裝備的飛行盾為機體帶來適合這次作戰的突破能力，右手的光束騎槍配合作戰換成加掛五聯裝核彈發射器的射擊騎槍。
高達F91（木星決戰規格）
原本哈里遜駕駛的量産型高達F91，在回收「伊卡洛斯」戰鬥前以「機體狀態有問題」為由，故意留給鈴木稔使用。在最終決戰前，將量產時被精簡的部分機能修復，使其性能接近無視生產預算的原版高達F91。鈴木稔將其交由德雷克使用。在與影子卡利斯托的最終決戰中，德雷克成功發揮機體性能極限，繞到影子卡利斯托背後作出致命一擊，但隨後被影子卡利斯托的反擊擊中而遭擊墜。
比基納·吉那II（木星決戰規格）
基利在最終決戰使用的機體，因基利慣駕的巴塞修理趕不上出發時限，所以選擇將宇宙巴比倫建國戰爭時代的比基納·吉那II進行改造，左臂光束盾換成夸巴塞的“蛇之手”。右手改持加掛五聯裝核彈發射器的射擊騎槍。在最終戰中被卡利斯托兄弟重創後進行自殺攻擊，改變了殖民衞星雷射炮角度。
巴拉·多托加
巴恩斯上尉在最終決戰使用的機體，是將他在上一次戰役中使用的專用機多托加修改而成。在XXX被擊破，巴恩斯陣亡。
亞拉那·亞比裘
蘿絲瑪莉在最終決戰使用的機體，是將她在上一次戰役中使用的專用機阿比茲修改而成，主武器由原本的短針槍改為長距離光束砲，從近戰機體變成長距離支援機體。在最後戰役中雖然機體嚴重損毀，但是卻和鈴木稔的F90一樣生存了下來。
安費爾·迪奧娜
是由迪奧娜改进而来的MS，大小和原型机没有什么差别，但是重量更轻。
安費爾·迪奧娜（木星決戰規格）
歐羅巴在最終決戰役中使用的機體，是她在木星帝國時帶來的安費爾·迪奧娜修改後與伊卡洛斯結合，不直接參加戰鬥，而是主要為其他機體提供武器補給等後方支援。最後為了XXX，將托比亞的機體撞出殖民地雷射砲，自己則在雷射砲的光束中消滅。

### 木星帝國
艾爾哥布帖
直立時全長四十公尺的地球用巨大MA，同時裝備了光束旋翼及實體旋翼，能像大型直升機般飛行在空中。但長期處於木星圈無重力環境下的技術人員沒有考慮到地球的重力問題，將飛行時必定在頭頂的光束旋翼發生器同時設計成著陸用的腳部，造成每次起飛與着陸時都要經歷一次上下顛倒，因而難以使用。
天草
在《機動戰士海盜高達骷髏之心》中登場機體，於本作中亦有登場，和《骷髏之心》不同的是,本機是以有人機及量産化方式登場，以光束盾牌取代實體盾。
科尼格斯
结合了夸巴塞、阿比玖、托图加与海盜高达X1的交战数据及以天草為基礎而制造的NT专用可变式MS。
脈衝・科尼格斯
是科尼格斯在地球重力条件下也能展示出高机动性的脉冲组件后得到的形态，除了在机动性上更上一层楼外，还额外配备了14枚能够在大气环境下使用的羽状浮游炮。
迪奇托斯
与科尼格斯同期开发的一款次世代型可变式MS，共生产了两架，分别被木星帝国的新总统光之卡利斯托称为正义的左指与自由的右指，正义的左指由光之卡利斯托驾驶，自由的右指则由弟弟影之卡利斯托的生化腦驾驶。
同科尼格斯一样，迪奇托斯同样可以进行MS和MA之间的变换，本机在变形前后有较大的性能差异。MS形态时可利用高机动性玩弄敌人，而变换成MA形态后则成为一只巨大手掌的模样，可从四肢放射出强力的I力场，令敌人的攻击无效化。而唯一的弱点便是该机指向性提过强烈，而没有将I力场覆盖全身，在背部则没有立场进行保护。不过在设计人员看来，要超越迪奇托斯的机动性几乎是不可能的，因此在设机时也没有将此视为问题。在设计上，本机如同手掌一样的设计也体现了卡利斯托兄弟扭曲的极端人格。

### 其他機體
伊卡洛斯
被認為是AE社開發，具有光之翼的新機體，SNRI觀察到其突入大氣層測試的光景而將其取名為「伊卡洛斯」。真身是前作骷髏尖兵的母艦「先鋒母艦」的光之帆殘骸，AE社在回收後接上一台MS取名「競速王」作測試而成。
 F99 RECORD BREAKER
SNRI開發的新機體，具有光之翼的新型試驗機，簡稱F99 R·B。成功將縮小了的戰艦用米諾夫斯基飛行器加入MS中，將MS的速度提升至無限接近光速(理論上),而且速度以及續航距離均遠遠超過過去的MS。但是本體骨架跟性能其實是使用和F97一樣的，SNRI甚至沒有為其設計全新的武器(使用武器均修改自F97)。可以說除了光之翼以外，並無任何新意的機體。在劇中的造型為比較不像聯邦傳統的外型，不過為了銷售給聯邦均，據說有準備了一套符合聯邦傳統的外觀，但劇中並未出現。。
诺兹尔
是SNRI开发的一款MS支援兵器，灵感来源于一年戰爭時期自護軍使用的德戴YS（Dodai YS）辅助飞行系统，能够在宇宙空间和大气圈内使用。为了阻止木星帝国的殖民地激光，SNRI将该机提供给木星遊撃隊使用。

## 名詞解釋
SNRI
負責製造F97及F99的公司。
AE社
本作中製造伊卡洛斯的公司，原本是聯邦最主要的武器供應商，但是在S.N.R.I出現後被超過，在個時代變成非主流的MS製造商。在取得光之翼之後就想複製其技術，以便重新奪回其地位。
 神雷計劃
從木星圈以殖民衞星雷射炮「神罰」向地球進行超長距離射擊的計畫。配合地球的自轉，能在一天內毀掉地表的所有主要都市。

## 漫畫
- 日文版由角川書店出版發行，台灣中文版由台灣角川代理，香港未有代理。
- 在三卷漫畫的封底略有不同，第一卷封底只顯示杜比安一人及一個徽章，第二卷封底增至四人，第三卷封底則七人全部顯示。

| 出版順序 | 日版書名 | 台版書名 | 出版日期（日） | 出版日期（中） | ISBN（日）             | ISBN（中）             |
| -------- | -------- | -------- | -------------- | -------------- | ---------------------- | ---------------------- |
| 第1集    |          | 1        | 2006年12月26日 | 2010年1月28日  | ISBN 978-4-04-713888-9 | ISBN 978-986-23-7496-2 |
| 第2集    |          | 2        | 2007年5月26日  | 2010年7月21日  | ISBN 978-4-04-713926-8 | ISBN 978-986-23-7741-3 |
| 第3集    |          | 3        | 2007年12月26日 | 2010年10月29日 | ISBN 978-4-04-715005-8 | ISBN 978-986-23-7893-9 |

## 外部連結
- 台灣角川[] － 中文版出版社官方網站